# 会同乡
会同乡，是中华人民共和国江西省赣州市宁都县下辖的一个乡镇级行政单位。

## 行政区划
会同乡下辖以下地区：
会同村、街上村、武朝村、谢家坊村、桐口村、陂头村、鹧鸪村、百胜村、南田村和南坑村。